# Transkaukasische Democratische Federatieve Republiek
De Transkaukasische Democratische Federatieve Republiek (TDFR) (Russisch: Закавка́зская демократи́ческая федерати́вная респу́блика (ЗКДФР), Zakavkazskaja demokratitsjeskaja federativnaja respoeblika (ZKDFR)) ook bekend als Transkaukasische Federatie was een federale staat in Transkaukasië die slechts een maand bestond. Het grondgebied omvatte het moderne Armenië, Azerbeidzjan en Georgië.

## Geschiedenis
Na de Februarirevolutie vestigde de Voorlopige Russische regering het Speciale Transkaukasische Comité om het gebied te regeren. Na de Oktoberrevolutie werd dit vervangen door het Transkaukasische Commissariaat. Deze richtte in februari 1918 de Transkaukasische Sejm op als wetgevend parlementair orgaan.
De Georgische mensjewiek Nikoloz Tsjcheidze was de eerste voorzitter van het parlement. Dit parlement verklaarde de republiek op 22 april 1918 onafhankelijk als Transkaukasische Democratische Federatieve Republiek. Op 26 mei 1918 verklaarde de Democratische Republiek Georgië zich onafhankelijk, waarna in de daaropvolgende twee dagen de Democratische Republiek Azerbeidzjan en de Republiek Armenië hetzelfde deden en de federatie ophield te bestaan.